# 岡西惟中
岡西 惟中（おかにし いちゅう、1639年（寛永16年）- 1711年12月5日（正徳元年10月26日））は、江戸時代前期から中期の俳人である。本姓は松永。名は勝、後に傭哉。字は赤子。通称は平太、別号に一時軒、竹馬童子等がある。

## 経歴・人物
因幡の鳥取に生まれる。幼時から書道を学び、儒学を菊池東勻・檜川半融軒、漢詩を南源禅師、和歌を宮木孝庸・烏丸資慶・烏丸光雄、連歌を里村昌益に学ぶ。14歳頃から俳諧に親しみ、万治1年刊『鸚鵡集』に入集。その後、備中岡山に移り、書道学問での仕官を望むが失敗。1669年（寛文9年）、西山宗因の門人となったとされ、談林派の論客として活躍した。和漢の知識を駆使して、『しぶ団返答』『俳諧蒙求』『俳諧三部抄』『俳諧或問』『俳諧破邪顕正返答』『俳諧破邪顕正評判之返答』などの論難書を著した。
談林派が全盛期だった1678年（延宝6年）に活動の場を大坂（現在の大阪市）に移し、井原西鶴一門と共に宗因一門の双璧を成し遂げた。1682年（天和2年）に宗因が死去した後は俳諧の世界から離れ、古典講釈・漢詩・連歌に精力を傾けた。

## 主な著作物
俳諧関連
- 『俳諧蒙求』- 1677年（延宝5年）刊行。
- 『誹（俳）諧破邪顕正返答』- 1680年（延宝8年）刊行。
- 『近来俳諧風体妙』
- 『しぶ団返答』
- 『俳諧三部抄』
- 『俳諧或問』
- 『俳諧破邪顕正評判之返答』

古典関連
- 『清少納言旁註』
- 『諸抄正誤徒然直解』
- 『和漢朗詠諺解』
- 『戊辰試毫』

その他
- 『和漢千句独吟』